# الدوري الهولندي الدرجة الأولى 1972–73
الدوري الهولندي الدرجة الأولى 1972–1973 هو الموسم السابع عشر من الدوري الهولندي الدرجة الأولى منذ إنشائه في عام 1956. فاز بهذا الموسم رودا ياي سي.

## الفرق
يشارك 20 نادي في الدوري: النادي الذي يحتل المرتبة الأولى في هذا الدوري يتأهل مباشرة إلى الدوري الهولندي الممتاز، تأهل في هذه الدوري رودا ياي سي.